# Eberhard von Brandis (Abt)
Eberhard von Brandis (1328 erstmals erwähnt; † 29. September 1379 in Reichenau) war von 1343 bis 1379 Abt des Klosters Reichenau.

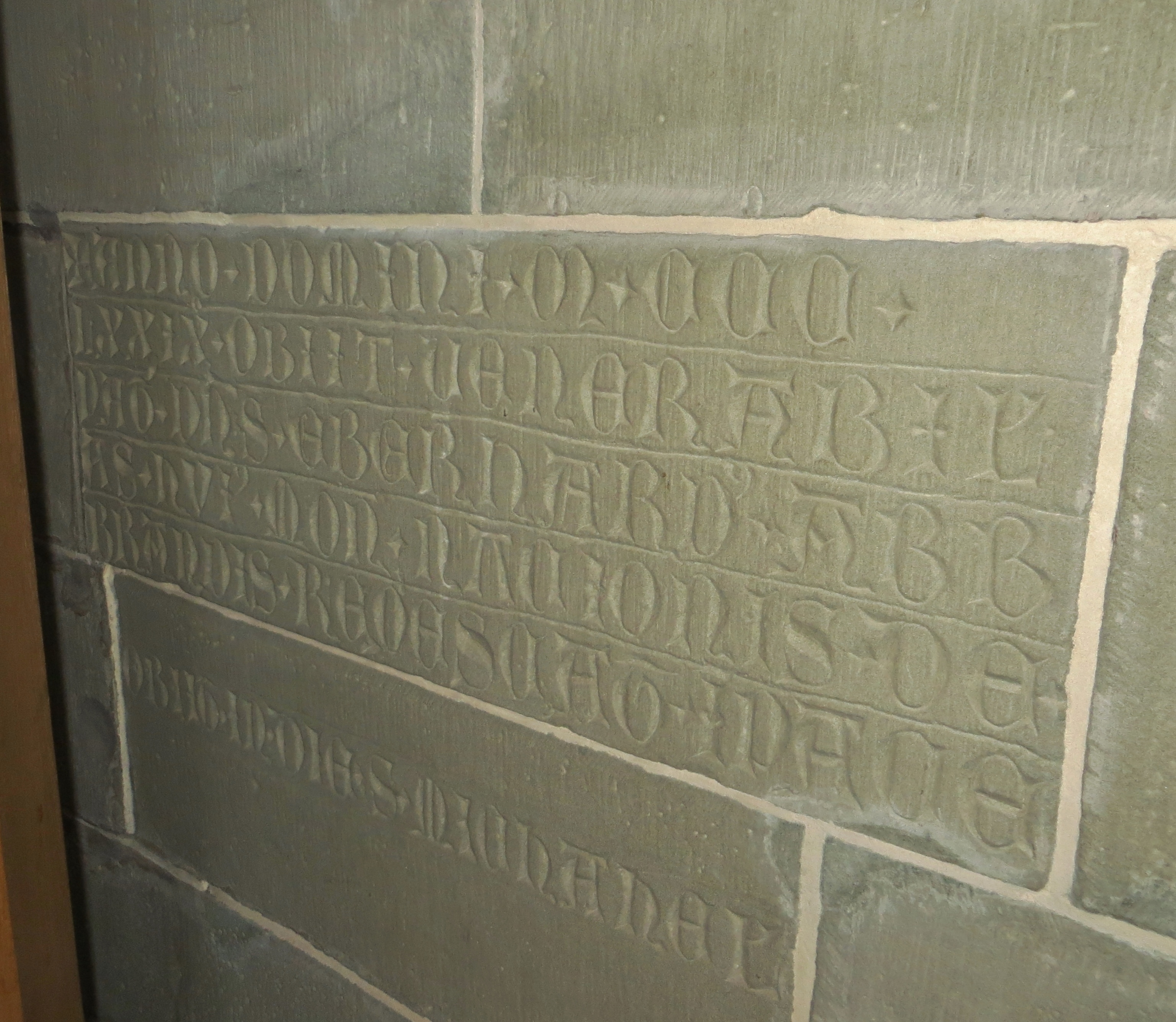
Grabstein des Abts Eberhard von Brandis im Reichenauer Münster

## Leben und Wirken
Eberhard von Brandis stammte aus dem schweizerischen Adelsgeschlecht der Freiherren von Brandis, die ihren Stammsitz auf Burg Brandis bei Lützelflüh im Emmental hatten. Er war ein Sohn des Freiherrn Mangold von Brandis und dessen Ehefrau Gräfin Margareta von Nellenburg.
Im Jahre 1328 wird er als Konventuale des Klosters Reichenau erstmals erwähnt. 1342 wurde Eberhard vom Konvent zum Nachfolger von Abt Diethelm von Castell gewählt. Seine Wahl wurde jedoch von einem Konventmitglied namens Diethelm von Krenkingen angefochten, sodass sich die päpstliche Bestätigung verzögerte und erst erfolgte, nachdem Eberhard persönlich zum Papst nach Avignon gereist war. Am 27. Juni 1343 erreichte er durch eine Bulle Papsts Clemens VI. schließlich die offizielle Anerkennung und Einsetzung in sein Amt, das er bis zu diesem Zeitpunkt lediglich als Elekt versehen hatte.
1349 gelang es Eberhard von Brandis von Karl IV. Privilegien zu erhalten. Ferner bestätigte ihm der König die Immunität und Reichsunmittelbarkeit des Klosters Reichenau.
1358 schloss er mit Herzog Rudolf von Österreich einen Dienstvertrag, in dem er seine Abtei den Habsburgern unterstellte und sie damit faktisch unter österreichische Landesherrschaft geriet.
Eberhard von Brandis wird von Gallus Öhem, Chronist des Klosters Reichenau, aber auch von der Forschung meist heftig kritisiert. Da es ihm nicht gelang, die Finanzmisere seines Klosters zu beseitigen, wurde ihm vorgeworfen, ein schlechter Verwalter des Klosterbesitzes gewesen und für die fortschreitende Verschuldung der Abtei verantwortlich zu sein. Besonders getadelt wurde er aber, weil er sein Klostergelübde gebrochen und einen illegitimen Sohn gezeugt hatte.
Eberhard von Brandis verstarb am 29. September 1379 und fand im Reichenauer Münster seine letzte Ruhestätte.

### Wirtschaftliche Probleme
Seine gesamte Regierungszeit war überschattet von den wirtschaftlichen und finanziellen Problemen seines Klosters. Bereits die päpstliche Bestätigung und seine Reise nach Avignon waren mit enormen Kosten verbunden. Schon zu Beginn seines Abbatiats waren die Schulden so hoch, dass Eberhard sich gezwungen sah, Güter und Rechte seiner Abtei zu verpfänden und sich mit einer Supplik an den Papst zu wenden, um diesem die Notlage, in der sich sein Konvent befand, zu schildern.
Trotz zahlreicher Bemühungen und einer Verwaltungsreform, bei der er neue Lehensbücher anlegen ließ, um den Besitz besser kontrollieren und die Grundherrschaft effizienter organisieren zu können, gelang es Eberhard von Brandis nicht, die prekäre Finanzlage seines Klosters zu überwinden, sodass er 1367 sogar gezwungen war, den gesamten Klosterbesitz an die Gläubiger, u. a. an seinen Bruder Heinrich von Brandis, zu übergeben.

### Politische Konflikte
Obwohl Eberhard zunächst um ein gutes Einvernehmen mit dem Konstanzer Bischofsstuhl bemüht war, war sein Verhältnis zu Bischof Ulrich und auch zu dessen Amtsnachfolger Johann Windlock extrem angespannt. Für den Vorwurf, er habe tatsächlich die Ermordung Windlocks in Auftrag gegeben, gibt es jedoch keine eindeutigen Beweise. Erst die Wahl seines Bruders Heinrich zum Bischof von Konstanz führte ab 1357 zu einer engen und harmonischen Kooperation zwischen der Abtei Reichenau und der Konstanzer Kirche.
Allerdings entwickelte sich aus dieser neuen regionalen Vormachtstellung derer von Brandis eine Fehde gegen den Konstanzer Stadtrat, die jahrelang andauerte und ab 1366 mit dem „Fischerkrieg“ (eine Auseinandersetzung um die brutale Bestrafung eines Fischwilderers durch Eberhard) auch militärisch ausgetragen wurde.
Außerdem befand sich Eberhard von Brandis aufgrund problematischer Kaufverhandlungen um Burg Mägdeberg in einem Konflikt mit den Grafen von Württemberg, der erst 1366, nach mehr als 10 Jahren, durch einen Friedensschluss zwischen dem Kloster Reichenau und dem Haus Württemberg beigelegt werden konnte.